# Olympische Jugend-Sommerspiele 2018/Teilnehmer (Georgien)
| Gelbes Symbol für Goldmedaillen mit stilisierten Olympischen Ringen | Graues Symbol für Silbermedaillen mit stilisierten Olympischen Ringen | Braundes Symbol für Bronzemedaillen mit stilisierten Olympischen Ringen |
| ------------------------------------------------------------------- | --------------------------------------------------------------------- | ----------------------------------------------------------------------- |
| 1                                                                   | 4                                                                     | 1                                                                       |

Die Jugend-Olympiamannschaft aus Georgien für die III. Olympischen Jugend-Sommerspiele vom 6. bis 18. Oktober 2018 in Buenos Aires (Argentinien) bestand aus 15 Athleten.

## Athleten nach Sportarten

### 3x3 Basketball
Jungen
- Otar Pertaia
- Luka Masiaschwili
- Surabi Schghenti
- Lascha Mikeladse
8. Platz

### Gewichtheben
Jungen
- Artschil Malaqmadse
Leichtgewicht: Silber

### Judo
Jungen
- Ilia Sulamanidse
Klasse bis 100 kg: Silber 
Mixed: 9. Platz (im Team Singapur)

### Leichtathletik
Jungen
- Giorgi Kekischwili
Hammerwurf: 15. Platz

### Moderner Fünfkampf
Jungen
- Gaga Chidschakadse
Einzel: 19. Platz
Mixed: 12. Platz (mit Michelle Gulyás  Ungarn)

### Ringen
Jungen
- Giorgi Tochadse
Griechisch-römisch bis 51 kg: Silber
- Giorgi Tschchikwadse
Griechisch-römisch bis 60 kg: Gold
- Giorgi Gegelaschwili
Freistil bis 48 kg: Silber

### Schießen
Mädchen
- Nino Chuziberidse
Luftpistole 10 m: Bronze 
Mixed: 12. Platz (mit Brian Ng  Kanada)

### Taekwondo
Jungen
- Surab Kinzuraschwili
Klasse bis 48 kg: 5. Platz

### Tennis
Mädchen
- Ana Makazaria
Einzel: 1. Runde
Doppel: 1. Runde (mit Georgia Drummy  Irland)
Mixed: 1. Runde (mit Patrick Sydow  Aruba)

### Turnen

#### Rhythmische Sportgymnastik
Mädchen
- Ketewan Arbolischwili
10. Platz
Mixed: 9. Platz (im Team Gelb)